# ローリア
ローリア（伊: Loria）は、イタリア共和国ヴェネト州トレヴィーゾ県にある、人口約9,300人の基礎自治体（コムーネ）。

## 地理

### 位置・広がり

#### 隣接コムーネ
隣接するコムーネは以下の通り。括弧内のVIはヴィチェンツァ県、PDはパドヴァ県所属を示す。
- カッソーラ (VI)
- カステッロ・ディ・ゴーデゴ
- ガッリエーラ・ヴェーネタ (PD)
- ムッソレンテ (VI)
- リエーゼ・ピオ・デーチモ
- ロッサーノ・ヴェーネト (VI)
- サン・マルティーノ・ディ・ルーパリ (PD)
- サン・ゼノーネ・デッリエッツェリーニ

### 気候分類・地震分類
気候分類では、zona E, 2477 GGに分類される。
また、イタリアの地震リスク階級 (it) では、zona 2 (sismicità media) に分類される。

## 行政

### 分離集落
ローリアには、以下の分離集落（フラツィオーネ）がある。
- Bessica, Castion, Ramon

## 姉妹都市
- Pando、ウルグアイ
- Bressols、フランス
- ゲルフ、カナダ